# 蟻鼻銭

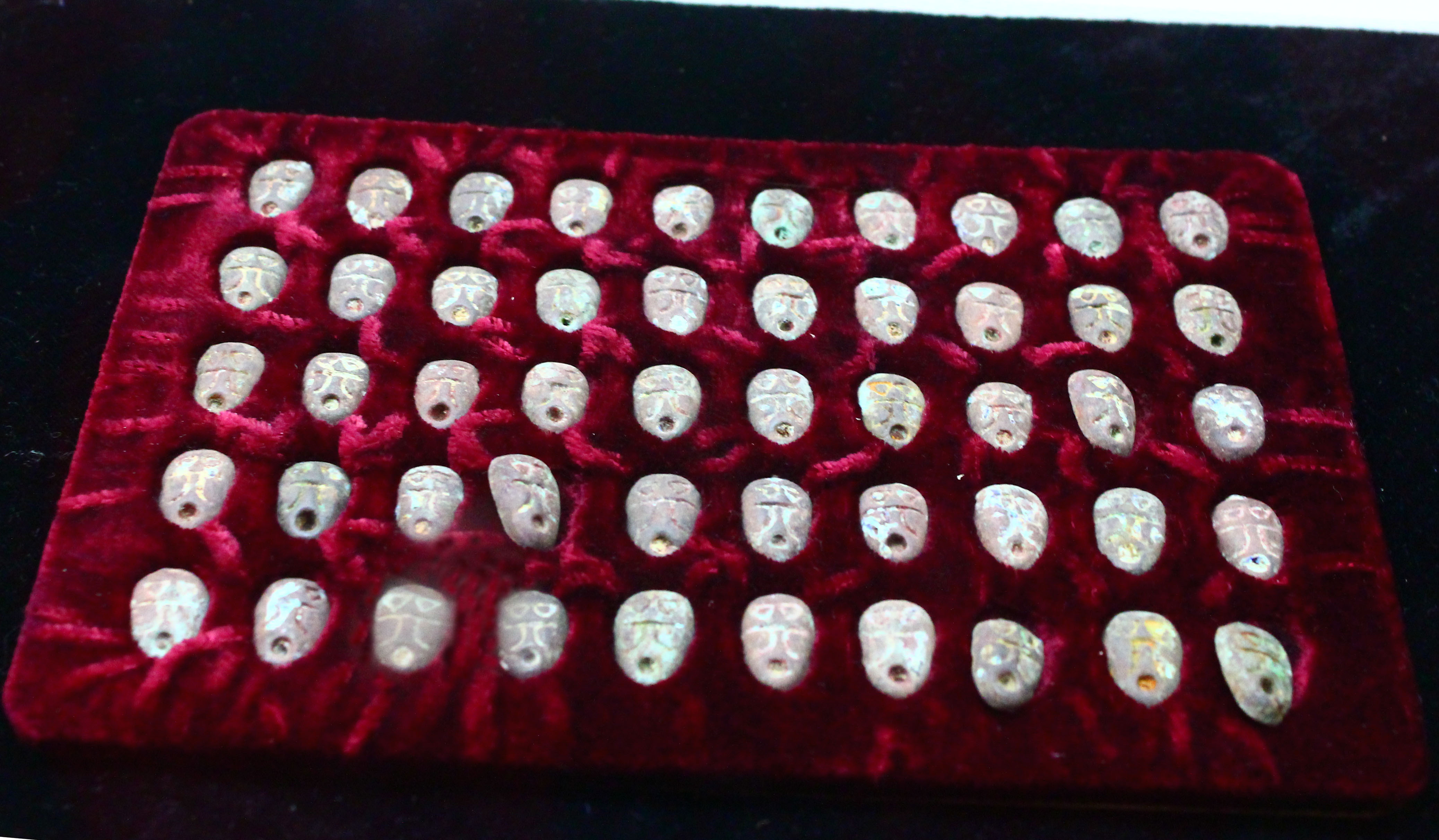
蟻鼻銭(湖北省博物館)

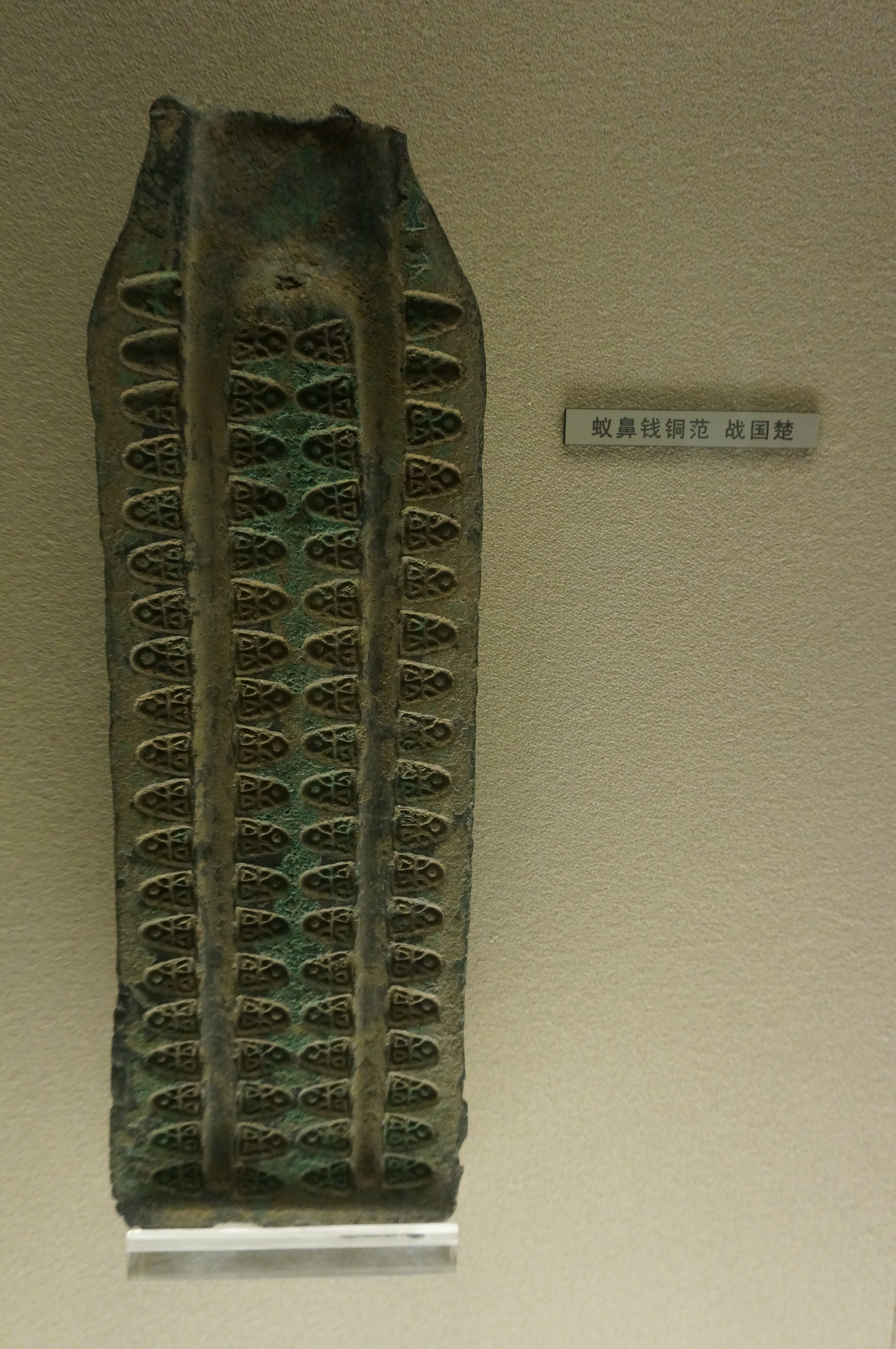
蟻鼻銭の鎔笵(上海博物館)

蟻鼻銭（ぎびせん）は、中国の春秋戦国時代の楚の国で使われていた貨幣である。青銅でできていて、厚さは2ミリ、重さは2.5ミリほど。春秋戦国時代の貨幣は主に青銅で作られていた。楕円形である。「金」、「陶」、「君」などの文字が彫ってある。中国江蘇省で出土することが多い。名前の由来は形がアリの頭に近い形をしていたからである。上方に孔がある。